# Flabelligera bophortica
Flabelligera bophortica är en ringmaskart som beskrevs av Annenkova-Chlopina 1924. Flabelligera bophortica ingår i släktet Flabelligera och familjen Flabelligeridae. Inga underarter finns listade i Catalogue of Life.